# Brøndby Volleyball Klub
Il Brøndby Volleyball Klub è una società pallavolistica femminile danese con sede a Brøndby: milita nel campionato di VolleyLigaen.

## Storia
La società del Brøndby Volleyball Klub viene fondata nel 1955. Pur partecipando al massimo campionato danese, nel corso degli anni non riesce a raggiungere risultati di rilievo, eccetto nella stagione 1985-86 quando raggiunge il secondo posto.
Dopo molti anni di anonimato, a partire dal 2008, la squadra è arrivata a conquistare per tre volte consecutive il terzo posto in VolleyLigaen, fino alla stagione 2010-11, quando ha vinto per la prima volta il campionato, seguita poi dalla vittoria della coppa nazionale 2011-12; nelle sei annate successive ottiene quattro vittorie in campionato e nella coppa nazionale.
Torna alla vittoria dello scudetto nella stagione 2017-18, mentre in quella successiva conquista la Coppa di Danimarca.

## Rosa 2016-2017
| N° | Nome                | Ruolo | Data di nascita   | Nazionalità sportiva |
| -- | ------------------- | ----- | ----------------- | -------------------- |
| 1  | Eva Bang            | P     | 20 dicembre 1990  | Danimarca            |
| 2  | Hanna Thomasson     | L     | 3 agosto 1988     | Svezia               |
| 3  | Miranda Bradshaw    | C     | 7 maggio 1990     | Stati Uniti          |
| 4  | Eline Bye           | L     | 25 novembre 1991  | Norvegia             |
| 5  | Trine Kjelstrup     | O     | 4 dicembre 1994   | Danimarca            |
| 6  | Viktória Kanyik     | C     | 30 marzo 1994     | Ungheria             |
| 10 | Sigrid Christiansen | P     | 17 settembre 1996 | Danimarca            |
| 11 | Tyler Richardson    | C     | 22 aprile 1993    | Stati Uniti          |
| 12 | Amber Bennett       | C     | 4 ottobre 1994    | Stati Uniti          |
| 13 | Alina Sode          | S     | 22 maggio 1995    | Danimarca            |
| 15 | Alissa Coulter      | S     | 27 ottobre 1993   | Canada               |
| 16 | Sarah Frederiksen   | S     | 2 maggio 1995     | Danimarca            |
| 18 | Mette Klitgaard     | C     | 25 maggio 1974    | Danimarca            |

## Palmarès
- Campionato danese: 6

2010-11, 2013-14, 2014-15, 2015-16, 2017-18, 2021-22
- Coppa di Danimarca: 6

2011-12, 2014-15, 2015-16, 2016-17, 2018-19, 2021-22